# Discophyton
Discophyton rudyi
Genre
Espèce
Synonymes
- Alcyonium rudyi Verseveldt & van Ofwegen, 1992[1]

Discophyton est un genre d'anthozoaires de la famille des Alcyoniidae (« coraux mous »). Le genre ne comprend qu'une seule espèce, Discophyton rudyi.

## Systématique
Le genre Discophyton a été créé en 2003 par Catherine S. McFadden (d) et Frederick George Hochberg (d), avec comme seule et espèce type Discophyton rudyi.
L'espèce Discophyton rudyi a été initialement décrite en 1992 par Jakob Verseveldt (d) (1903-1987) et Leen P. van Ofwegen (d) sous le protonyme d’Alcyonium rudyi. Cette publication n'a été éditée que plusieurs années après le décès de Jakob Verseveldt sur la base du manuscrit qu'il avait entamé. Le second auteur, Leen P. van Ofwegen, y a apporté les modifications nécessaires et revu certains schémas avant publication..

## Étymologie
L'épithète spécifique, rudyi, a été donnée en l'honneur de Paul Rudy, alors directeur de l’Institut de Biologie Marine de l'Oregon (d).

## Publication originale
- Genre Discophyton :
  - (en) Catherine S. McFadden et F. G. Hochberg, « Biology and taxonomy of encrusting alcyoniid soft corals in the northeastern Pacific Ocean with descriptions of two new genera (Cnidaria, Anthozoa, Octocorallia) », Invertebrate Biology, Wiley, vol. 122, no 2,‎ mai 2003, p. 93-113 (ISSN 1077-8306 et 1744-7410, DOI 10.1111/J.1744-7410.2003.TB00076.X).
- Espèce Discophyton rudyi sous le taxon Alcyonium rudyi :
  - (en) J. Verseveldt et L. P. van Ofwegen, « New and redescribed species of Alcyonium Linnaeus, 1758 (Anthozoa: Alcyonacea) », Zoologische Mededelingen, NBC, vol. 66, no 7,‎ 1992, p. 155-181 (ISSN 0024-0672 et 1876-2174, OCLC 212304577, lire en ligne).